# Mémorial de Sighet

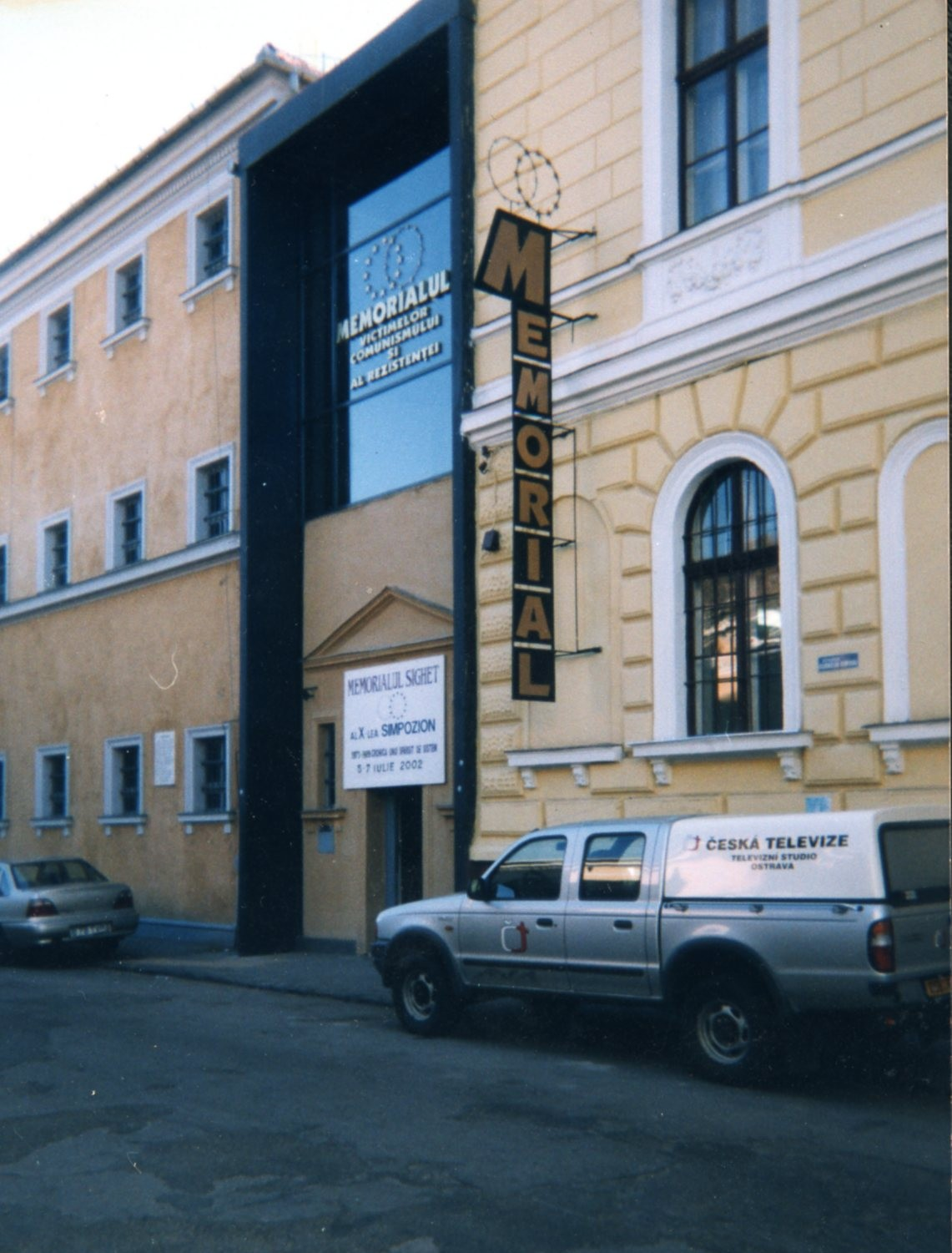
Entrée du Mémorial de Sighet.

Le Mémorial des victimes du communisme et de la résistance de Roumanie se réfère au devoir de mémoire envers les victimes de l'état communiste tel qu'il a existé en Roumanie entre 1945 et 1989, et non à l'idéal communiste. Il évoque aussi la résistance anti-totalitaire et comprend le musée situé dans l'ancienne prison de Sighetu Marmației, qui se trouve dans le Județ de Maramureș, et le Centre International d’Études sur le Communisme basé à Bucarest. 

## Historique
La prison de Sighet a été construite en 1897 par l'administration austro-hongroise. C'était une prison de droit commun. De 1944 à 1947, avec la mise en place du régime communiste de Roumanie, le parti communiste roumain (à l'époque « Parti ouvrier roumain ») devient parti unique et toute opposition politique, toute critique ou idée alternative devient un délit, assimilé à une trahison. Les procès de type soviétique, avec des « preuves » inventées, deviennent courants, et les condamnations pour « conspiration contre l’ordre social » se multiplient.

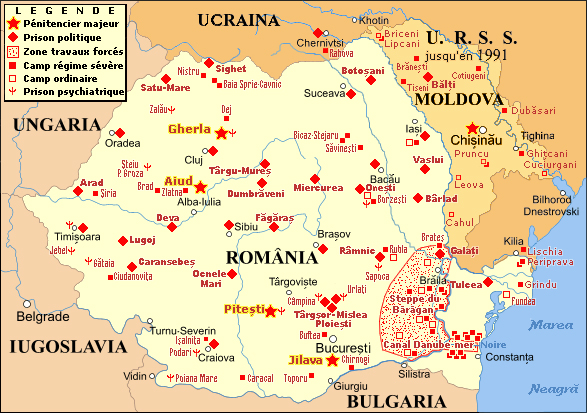
Sighet au sein du réseau de prisons et de camps en Roumanie et RSS moldave (1945-1989).

Sighet devient la prison des « élites » de la Roumanie d'avant-guerre. En mai 1950, plus d'une centaine d'anciens dignitaires de tout le pays (anciens ministres, universitaires, économistes, juges, militaires, historiens, journalistes, hommes politiques) sont amenés au pénitencier de Sighet par convois spéciaux, certains condamnés à de lourdes peines, d'autres non jugés.
« Sighet était une petite prison, mais spécialisée dans l'opération de liquidation, par mort lente, des élites ».»
Les prisonniers étaient maintenus dans des conditions insalubres, mal, peu ou pas nourris, sans chauffage, empêchés de s'allonger durant la journée sur les lits des cellules. Il était interdit de regarder par la fenêtre ; ceux qui désobéissaient étaient punis, enfermés dans des cellules sans lumière. Plus tard, des volets ont été placés sur les fenêtres, de sorte que seul le ciel pouvait être vu. L'humiliation faisait partie du programme d'extermination.
En 1955, la République populaire roumaine, pour être admise à l'ONU, doit ratifier la Convention de Genève et accorde une amnistie à un certain nombre de prisonniers politiques des prisons roumaines qui sont libérés ; d'autres sont transférés ailleurs ou sont placés en résidence surveillée. A Sighet, sur 180 prisonniers environ, 53 étaient déjà morts. La prison de Sighet redevient une prison de droit commun. Cependant, des prisonniers politiques ont continué à y passer dans les années suivantes, notamment « en transit » en attendant un internement psychiatrique (la dissidence étant considérée comme une pathologie psychiatrique). En 1977, la prison est désaffectée ; le bâtiment se dégrade.

## Mémorial
La Fondation de l'Académie civique rachète, avec l'aide financière de la fondation Adenauer, les ruines de l'ancienne prison en 1994, en vue de la transformer en Mémorial.
Les travaux de réhabilitation du bâtiment durent jusqu'en l'an 2000. L'édifice centenaire était délabré, vétuste, il fallut restaurer les fondations, l'isolation, la toiture. Les murs intérieurs, qui avaient été repeints et ne ressemblaient plus à la période des années 50, ont été blanchis à la chaux.
Chaque cellule est devenue une salle de musée, dans laquelle, suivant un ordre chronologique, des objets, des photos, des documents ont été placés, créant l'ambiance et la documentation d'une salle de musée.
Dans l'une des cours intérieures de l'ancienne prison, à la suite d'un concours de projets auquel ont participé 50 architectes et artistes, un Espace de Retraite et de Prière a été construit en 1997, selon le projet de l'architecte Radu Mihăilescu, qui allie le style ancien (suggérant la tholos grec et la catacombe chrétienne) avec une vision moderne. Sur les murs de la rampe de descente dans l'espace souterrain, les noms de près de huit mille morts des prisons, des camps et des lieux de déportation en Roumanie ont été gravés dans de l'andésite.
L'opération de collecte des noms des morts a nécessité dix ans de travail au sein du Centre international d'études sur le communisme, et le chiffre est loin de couvrir la véritable ampleur de la répression. La plupart des noms ont été établis par Cicerone Ionițoiu et Eugen Sahan, tous deux à la fois historiens par vocation et anciens prisonniers politiques. Les dépenses matérielles pour la conception et la construction de l'espace de retraite et de prière ont été prises en charge par Mișu Cârciog, un homme d'affaires roumain, qui reste à ce jour le principal donateur du Mémorial.

## Œuvres au sein du Mémorial
L'idée de ponctuer la visite des 50 salles du Musée par des œuvres d'art est née de la nécessité de compléter le contenu scientifique des thèmes abordés dans les différentes salles du musée : en suggérant la souffrance que la répression a engendrée ; en suscitant l'émotion face à la violence et à l'absurdité du mal.
Plusieurs œuvres d'art de grande valeur complètent le profil du Mémorial, lui conférant un statut particulier parmi les musées d'histoire.
Les œuvres, données par les auteurs, impressionnent par la symbolique du sacrifice accepté qui les caractérise : la tapisserie Liberté, nous t'aimons de Șerbana Dragoescu, le tableau Résurrection de Christian Paraschiv, la sculpture en bronze Mer Noire dédiée par Ovidiu Maitec à l'historien Gheorghe I. Brătianu
Les deux grandes sculptures de Camilian Demetrescu intitulées Hommage au prisonnier politique (dont une sous-titrée Résurrection) donnent à l'atmosphère des traits dramatiques et édifiants.
Tout aussi impressionnant est le triptyque Requiem de Victor Cupșa, dédié aux victimes du communisme de tous les pays où le communisme a exercé son pouvoir. L'œuvre est située dans la salle d'accueil des visiteurs du Cimetière des Pauvres - Nécropole des sans sépulture.
A ceux-ci s'ajoute une œuvre d'envergure en termes de taille et de souffle artistique, devenue l'un des emblèmes du musée : il s'agit du groupe statuaire intitulé Cortège des victimes sacrificielles, réalisé par le sculpteur Aurel I. Vlad. Il s'agit de dix-huit figures humaines marchant vers un mur qui ferme leur horizon, tout comme le communisme avait bloqué la vie de millions de personnes. Présentée en 1997 en bois, l'œuvre a été coulée en bronze l'année suivante et se trouve aujourd'hui dans une autre cour intérieure de l'ancienne prison.

## Cimetière des Pauvres
Un dernier élément du Mémorial est le Cimetière des pauvres, situé à 2,5 kilomètres, à l'extérieur de la ville. Selon les légendes de l'époque, les 54 morts de la prison politique ont été secrètement enterrés ici la nuit.
En 1999, un projet paysager est imaginé pour célébrer le sacrifice de ces victimes. Un contour du pays a été dessiné sur la surface de 14 500 mètres carrés du cimetière. Des jeunes arbres (principalement des conifères ) ont été plantés à l'extérieur du tracé. Par leur croissance, les genévriers, ifs, sapins et épicéas deviendront un amphithéâtre végétal à l'intérieur duquel le pays  restera comme une clairière. L'idée est que, de cette façon, la patrie tient ses martyrs dans ses bras et les pleure à travers des générations répétées de végétation. Depuis un belvédère qui sera placé en hauteur, précisément sur les rives de la Tisza (qui est la frontière actuelle avec l'Ukraine ), les visiteurs du Mémorial pourront mieux voir ce dessin symbolique, la nature complétant le projet.

## Reconnaissance
En 1993, Ana Blandiana a présenté au Conseil de l'Europe (CE) un projet demandant que le Mémorial des victimes du communisme et de la résistance soit créé sur le site de la prison : ce qui fut fait en 1994, lorsque le CE l'a prise sous ses auspices. Le Mémorial a été déclaré « ensemble d'intérêt national », par une loi spéciale du 12 juin 1997,. En octobre 1998, le mémorial de Sighet a été nommé par le CE parmi les trois premiers lieux de culture de la mémoire européenne, aux côtés du Mémorial d'Auschwitz et du Mémorial de la Paix de Normandie,.

## Personnalités décédées à la prison de Sighet

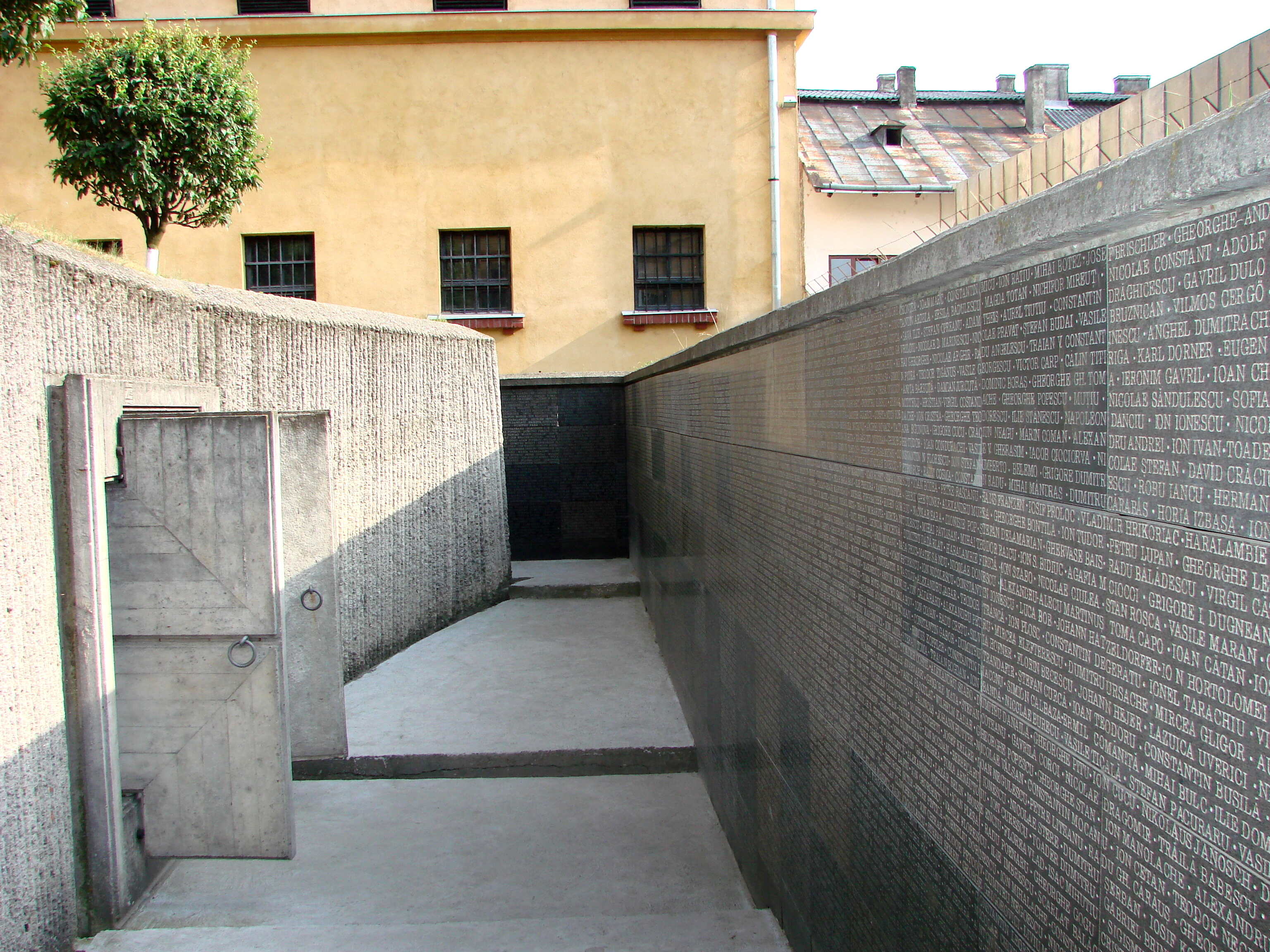
Le « mur mémoriel » aux milliers de noms de victimes recensées du régime communiste de Roumanie, à Sighetu Marmației.

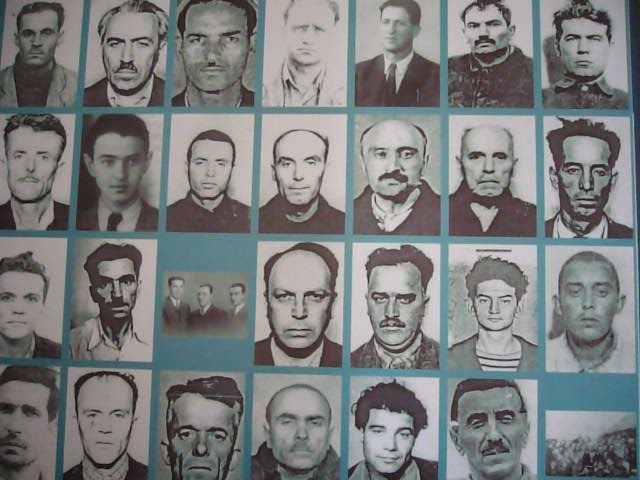
Anciens détenus de la prison de Sighet.

- Constantin Argetoianu, médecin, licencié en droit et en lettres.
- Sebestyén Bornemisza, philosophe, journaliste, maire de Cluj, ministre sous-secrétaire d'État.
- Constantin IC Brătianu, ingénieur, député, ancien ministre.
- Gheorghe I. Brătianu, licencié en droit et lettres, docteur en philosophie, professeur d'université, ancien ministre.
- Dumitru Burilleanu, ancien gouverneur de la Banque nationale.
- Ion Cămărășescu, licencié en droit (à Paris), ancien ministre et député.
- Tit-Liviu Chinezu, évêque gréco-catholique, professeur de philosophie.
- Ion Șerban Christu, docteur en droit, ancien ministre.
- Henri Cihoski, général de corps d'armée, ancien sénateur de droit.
- Daniel Ciugureanu, député bessarabien, l'un des promoteurs de l'Union de la Bessarabie avec la Roumanie, docteur en médecine, élu au Conseil du Pays moldave, président du Conseil des ministres de la République démocratique moldave à l'époque de l'Union du 27 mars 1918, ministre d'État dans 4 gouvernements de Roumanie, sénateur, vice-président de la Chambre des députés, vice-président et président du Sénat, délégué à la Conférence de la paix de Paris. Selon les archives de sécurité, il est décédé à la prison de Sighet le 19 mai 1950.
- Tancred Constantinescu, ingénieur, ancien ministre.
- Grigore Dumitrescu, professeur de droit roumain, député, gouverneur de la Banque nationale.
- Anton Durcovici, évêque catholique de Iasi.
- Traian Valeriu Frentiu, évêque gréco-catholique de Lugoj et Oradea, métropolite suppléant de Blaj.
- Grigore Georgescu, amiral.
- Stan Ghițescu, ancien député, sénateur et ministre, vice-président de la Chambre des députés.
- Alexandru Glatz, général de division, ancien secrétaire d'État.
- Ion Gruia, licencié en droit, professeur, ancien ministre.
- Ioan Ilcuș, général, chef d'état-major, ancien ministre.
- Alexandru Lapedatu, licencié en histoire (spécialiste de l'histoire du Moyen Âge) et en géographie, professeur, ancien président de l'Académie roumaine, ancien ministre.
- Ion I. Lapedatu, spécialiste des finances, diplômé de Budapest, professeur à l'Académie de commerce de Cluj, ancien député, sénateur, ministre et gouverneur de la Banque nationale de Roumanie, membre honoraire de l'Académie roumaine.
- Ion Macovei, ingénieur, directeur général des Chemins de fer, ancien ministre.
- Augustin Maghiar, chanoine gréco-catholique, vicaire général du diocèse d'Oradea.
- Iuliu Maniu, docteur en droit, président du PNR puis du PNȚ, ancien ministre
- Mihail Manoilescu, ingénieur, professeur d'économie à l'École polytechnique de Bucarest, ancien ministre, député et sénateur, ancien gouverneur de la Banque nationale.
- Ion Manolescu-Strunga, docteur en économie, ancien ministre.
- Nicolae Mareș, ingénieur, ancien ministre.
- Mihail Măgureanu, ancien sous-secrétaire d'État.
- Tiberiu Moșoiu, docteur en droit, professeur de droit roumain à la faculté de droit de Cluj, ancien sous-secrétaire d'État, ancien gouverneur de la Banque nationale.
- Dumitru Munteanu-Râmnic, licencié en histoire, ancien député, sénateur et sous-secrétaire d'État.
- Nicolae Paiș, contre-amiral, ancien adjudant royal, chef d'état-major à la Marine, sous-secrétaire d'État.
- Ion Pelivan, licencié en droit et en théologie, professeur d'université, ancien ministre, ancien député.
- Doru Popovici, ancien ministre et secrétaire d'État.
- Albert Popovici-Tașcă, docteur en droit, ancien député, ancien sous-secrétaire d'État.
- Radu Portocală, avocat, doyen à vie du barreau de Brăila, ancien député, ancien ministre, secrétaire d'État
- Virgil Potârcă, licencié en droit, ancien député, sénateur, sous-secrétaire d'État et ministre.
- Mihail I. Racoviță, général du corps d'armée, ancien ministre.
- Ion Rășcanu, général du corps d'armée, ancien député et sénateur, ancien ministre, ancien maire de Bucarest.
- Radu Roșculeț, diplômé en droit, ancien préfet, député, ministre.
- Nicolae Samsonovici, général de division, ancien chef d'état-major général et ancien ministre.
- Ion Sandu, sous-secrétaire d'État.
- Constantin Simian, docteur en droit, ancien député, ancien vice-président de la Chambre des députés.
- Ioan Suciu, évêque gréco-catholique d'Oradea, administrateur apostolique de la Métropole de Blaj.
- Gheorghe Tașcă, licencié en droit, docteur en économie, professeur d'économie à l'Académie commerciale de Bucarest, ancien député et ministre.
- Constantin Tătăranu, ancien gouverneur de la Banque nationale de Roumanie.
- Gheorghe Vasiliu, général d'aviation, ancien ministre sous-secrétaire d'État.
- Aurel Vlad, docteur en droit, ancien député et ministre.

## Autres détenus
- Áron Márton, évêque catholique romain d'Alba Iulia
- Alexandru Todea, doyen de Reghin, plus tard archevêque et cardinal